# Pilmuir Works

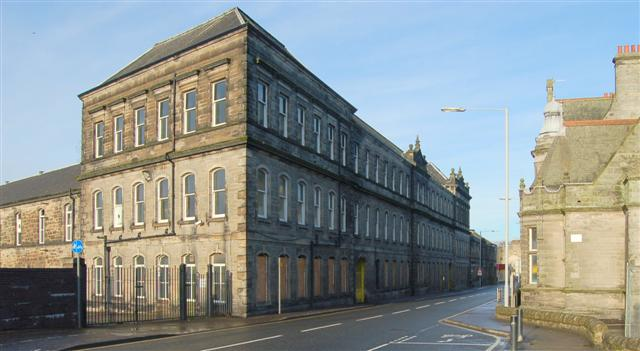
Pilmuir Works

Die Pilmuir Works waren ein Textilunternehmen in der schottischen Stadt Dunfermline in der Council Area Fife. Sein Hauptsitz an der Pilmuir Street wurde 1993 als Einzeldenkmal in die schottischen Denkmallisten in der höchsten Denkmalkategorie A aufgenommen.

## Geschichte
Die Fabrikation am Standort begann vermutlich im Jahre 1847 als ein Herr Scott ein aus dem im Jahre 1816 errichtetes Gebäude aufkaufte und erweiterte. Dort richtete er die erste dampfgetriebene Weberei Dunfermlines ein. Bereits zwei Jahre später musste Scotts Unternehmung Konkurs anmelden. Andrew und Henry Reid erwarben den Betrieb und führten das Unternehmen fort. Im Jahre 1860 waren am Standort bereits 200 Webstühle in Betrieb. Im selben Jahr verließ Henry Scott das Unternehmen und gründete mit den Abbey Gardens Works seine eigene Firma. Der wesentliche Teil der heute erhaltenen Gebäude stammt aus den letzten beiden Jahrzehnten des 19. Jahrhunderts. Mit den massiven Erweiterungen konnten bis 1913 rund 700 Webstühle betrieben werden.
Nachdem ein Brand die Caldeonia Works von Hay & Robertson 1926 verheert hatte, erwarben sie als Ersatz die Pilmuir Works. Dunlop kaufte die Pilmuir Works im Jahre 1947 auf, um die Weberei zur Produktion der Gewebe zur Reifenherstellung zu nutzen. 1999 waren die Pilmuir Works die letzte Weberei in Dunfermline und die älteste noch produzierende Weberei Schottlands. Um 2005 wurde die Produktion am Standort aufgegeben. Die leerstehenden Gebäude wurden 2009 in das Register gefährdeter denkmalgeschützter Bauwerke in Schottland aufgenommen. 2014 wurde ihr Zustand als sehr schlecht bei gleichzeitig hoher Gefährdung eingestuft.

## Beschreibung
Die Pilmuir Works nehmen ein weites Areal entlang der Pilmuir Street (A823) nördlich des Dunfermliner Zentrums ein. Die lange Fassade des Hauptgebäudes entlang der Pilmuir Street ist 28 Achsen weit, die im Schema 6–7–2–7–6 angeordnet sind. Sie ist im historisierenden Italianate-Stil ausgestaltet. Eck- und Mittelrisalite treten flach aus der Fassadenflucht heraus. Im Erdgeschoss sowie im ersten Obergeschoss des dreistöckigen Gebäudes schließen die Fenster mit flachen Segmentbögen. Die Fenster des zweiten Obergeschosses sind hingegen schlicht bekrönt. Schlichte Gesimse gliedern die Fassade horizontal. Der Eingangsbereich am Mittelrisaliten ist detailreicher ornamentiert.